# Efraín Álvarez
Efraín Álvarez (Los Ángeles, California, 19 de junio de 2002) es un futbolista mexicano nacido en los Estados Unidos que juega como centrocampista en el Club Deportivo Guadalajara de la Primera División de México. Es internacional con México  y subcampeón mundial sub-17 tras llegar a la final de la Copa Mundial Sub-17 de 2019 disputada en Brasil.

## Trayectoria
Álvarez fichó por el LA Galaxy II de la USL el 2 de agosto de 2017, el jugador más joven en firmar por la USL, el récord anterior era de Alphonso Davies a los 15 años, un mes, y 14 días. Debutó con LA Galaxy II el 7 de octubre de 2017 contra el Portland Timbers 2, donde entró en el minuto 46 por Adrian Vera, encuentro que Los Angeles ganaron por 3-2. Obtuvo el récord del jugador más joven en jugar en la USL.
El 22 de septiembre de 2018, Álvarez anotó una tripleta para LA Galaxy II en la victoria por 6-1 a los Real Monarchs.
El 31 de mayo de 2025, el Club Deportivo Guadalajara, a través de sus canales oficiales, anunció la contratación de Álvarez para el próximo torneo Clausura 2025, proveniente del Club Tijuana.

## Selección nacional

### Selección absoluta
| Club               | País   | PJ | Goles | Periodo         |
| ------------------ | ------ | -- | ----- | --------------- |
| Selección mexicana | México | 5  | 1     | 2021 - Presente |

Álvarez podía jugar con los Estados Unidos o México, ya que nació en California y sus padres son mexicanos. Ha representado en categorías juveniles a ambas selecciones. El jugador declaró en algunas oportunidade el "no cerrar la puerta a nadie".
Álvarez jugó para la selección sub-15 de Estados Unidos en el Festival de Fútbol de 2016 en Rosario, Argentina, campeonato que ganó junto a la selección. Anotó tres goles en el primer encuentro, en la victoria ante Tallerres de Córdoba por 5-1 y también anotó en la victoria 2-0 ante Uruguay. En junio de 2016 jugó un encuentro contra Croacia sub-15.
Debutó con la selección sub-15 de México contra la selección de Islas Caimán el 11 de agosto de 2017, donde anotó dos goles en la victoria por 7-0. Ganó el campeonato Sub-15 de la Concacaf con México, donde ganó la final por 2-0 a su anterior selección, Estados Unidos. 
Debutó con la sub-17 de México en la victoria 1-0 a Argentina sub-17, donde anotó el gol de la victoria.
El 14 de noviembre de 2019 en la semifinal del Mundial sub-17 contra los Países Bajos marcó el gol del empate de tiro libre, sin embargo en la tanda de penales falló un penal; pero con todo y el penal fallado, México sub-17 ganó 4-3 en penales.
El 30 de marzo de 2021 finalmente debutó con la selección nacional de México en el amistoso contra Costa Rica, ingresando faltando 10 minutos para finalizar el encuentro; el cual terminó 1-0 favor a México.

### Participaciones en fases finales
| Torneo                                   | Selección | Sede           | Resultado  | Partidos | Goles |
| ---------------------------------------- | --------- | -------------- | ---------- | -------- | ----- |
| Campeonato Sub-17 de la Concacaf de 2019 | México    | Estados Unidos | Campeón    | 7        | 3     |
| Copa Mundial Sub-17 de 2019              | México    | Brasil         | Subcampeón | 7        | 4     |
| Copa Oro de 2021                         | México    | Estados Unidos | Subcampeón | 2        | 0     |

## Estadísticas

### Clubes
Actualizado al último partido disputado el 20 de abril de 2025.
| Club                           | Div.          | Temporada     | Liga  | Liga  | Copas nacionales | Copas nacionales | Copas internacionales | Copas internacionales | Total | Total |
| Club                           | Div.          | Temporada     | Part. | Goles | Part.            | Goles            | Part.                 | Goles                 | Part. | Goles |
| ------------------------------ | ------------- | ------------- | ----- | ----- | ---------------- | ---------------- | --------------------- | --------------------- | ----- | ----- |
| LA Galaxy Estados Unidos       | 1.ª           | 2019          | 14    | 0     | 2                | 2                | 2                     | 0                     | 18    | 2     |
| LA Galaxy Estados Unidos       | 1.ª           | 2020          | 16    | 1     | 0                | 0                | 0                     | 0                     | 16    | 1     |
| LA Galaxy Estados Unidos       | 1.ª           | 2021          | 26    | 2     | 0                | 0                | 0                     | 0                     | 26    | 2     |
| LA Galaxy Estados Unidos       | 1.ª           | 2022          | 29    | 3     | 4                | 0                | 0                     | 0                     | 33    | 3     |
| LA Galaxy Estados Unidos       | 1.ª           | 2023          | 10    | 0     | 0                | 0                | 1                     | 0                     | 11    | 0     |
| LA Galaxy Estados Unidos       | Total club    | Total club    | 95    | 6     | 6                | 2                | 3                     | 0                     | 103   | 8     |
| Tijuana · México               | 1.ª           | 2023-24       | 18    | 3     | -                | -                | -                     | -                     | 18    | 3     |
| Tijuana · México               | 1.ª           | 2024-25       | 34    | 5     | -                | -                | 2                     | 0                     | 36    | 5     |
| Tijuana · México               | Total club    | Total club    | 52    | 8     | 0                | 0                | 2                     | 0                     | 54    | 8     |
| Chivas de Guadalajara · México | 1.ª           | 2025-26       | -     | -     | -                | -                | -                     | -                     | -     | -     |
| Chivas de Guadalajara · México | Total club    | Total club    | -     | -     | -                | -                | -                     | -                     | -     | -     |
| Total carrera                  | Total carrera | Total carrera | 147   | 14    | 6                | 2                | 5                     | 0                     | 158   | 16    |

### Selección nacional
| Selección             | Temporada            | Encuentros | Encuentros |
| Selección             | Temporada            | Part.      | Goles      |
| --------------------- | -------------------- | ---------- | ---------- |
| Sub-15 Estados Unidos | 2015-                | 4          | 4          |
| Sub-15 Estados Unidos | Total                | 4          | 4          |
| Sub-15 · México       | 2015-16              | 2          | 2          |
| Sub-15 · México       | Total                | 2          | 2          |
| Sub-17 · México       | 2016-                | 10         | 7          |
| Sub-17 · México       | Total                | 10         | 7          |
| Total Estados Unidos  | Total Estados Unidos | 4          | 4          |
| Total México          | Total México         | 12         | 9          |

## Palmarés

### Títulos internacionales
| Título                          | Club (*) | País                   | Año  |
| ------------------------------- | -------- | ---------------------- | ---- |
| Liga de Naciones de la Concacaf | México   | Concacaf               | 2025 |
| Copa de Oro de la Concacaf      | México   | Estados Unidos- Canadá | 2025 |

(*) Incluyendo la Selección